# Feestdagen in Azerbeidzjan

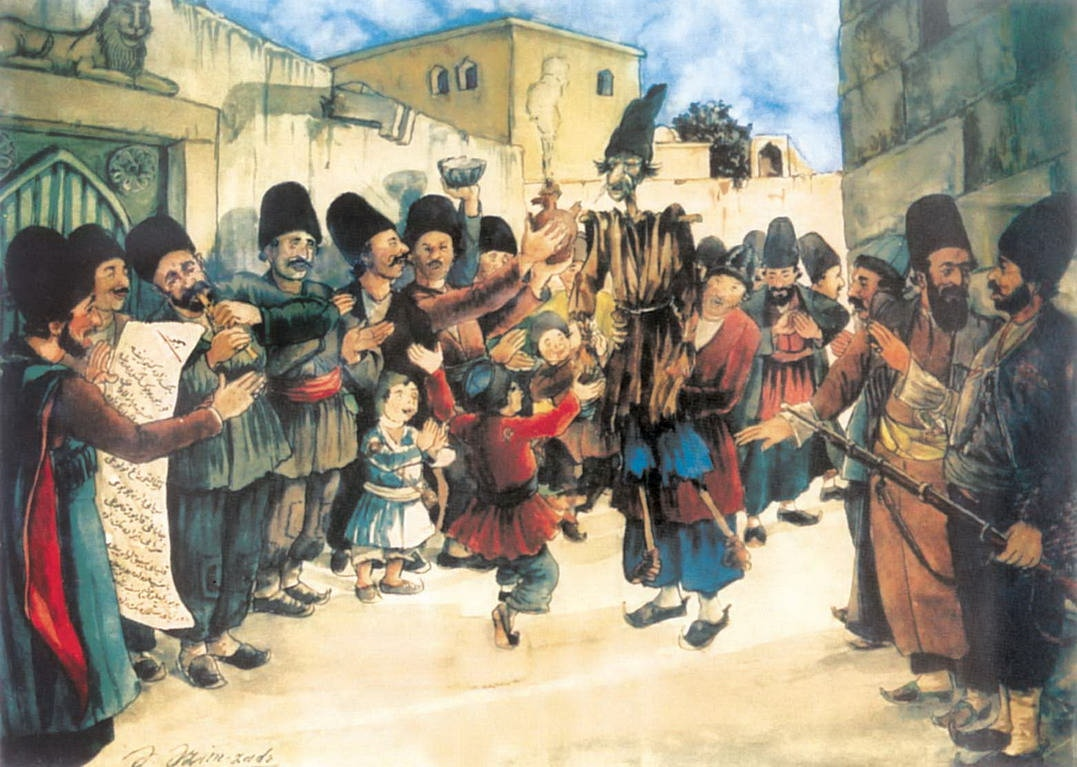
Festival in een Azerbeidzjaans dorp. Werk van Azim Azimzade, circa 1930.

In deze pagina staan de feestdagen in Azerbeidzjan. Feestdagen worden geregeld door de Grondwet van Azerbeidzjan en de "Arbeidswet van Azerbeidzjan".

## Nationale feestdagen
| Nederlandse naam                                            | Azerbeidzjaanse naam                              | Datum                                                                      | Opmerkingen                                                                                   |
| ----------------------------------------------------------- | ------------------------------------------------- | -------------------------------------------------------------------------- | --------------------------------------------------------------------------------------------- |
| Nieuwjaar                                                   | Yeni il                                           | 1-2 januari                                                                |                                                                                               |
| Internationale Vrouwendag                                   | Qadınlar günü                                     | 8 maart                                                                    |                                                                                               |
| Noroez                                                      | Novruz bayramı                                    | 20-21 maart of 21-22 maart                                                 |                                                                                               |
| Dag van de Overwinning                                      | Faşizm üzərində qələbə günü                       | 9 mei                                                                      | Overwinning op nazi-Duitsland in 1945                                                         |
| Dag van de Republiek                                        | Respublika günü                                   | 28 mei                                                                     | Eerste onafhankelijkheid van Azerbeidzjan in 1918 als de Democratische Republiek Azerbeidzjan |
| Nationale Reddingsdag                                       | Azərbaycan xalqının Milli Qurtuluş günü           | 15 juni                                                                    | Verkiezing van Hejdar Alijev als voorzitter van de Opperste Sovjet van Azerbeidzjan in 1993   |
| Dag van de Strijdkrachten                                   | Azərbaycan Respublikasının Silahlı Qüvvələri günü | 26 juni                                                                    |                                                                                               |
| Onafhankelijkheidsdag                                       | Dövlət müstəqilliyi günü                          | 18 oktober                                                                 | Tweede onafhankelijkheid van Azerbeidzjan na het uiteenvallen van de Sovjet-Unie in 1991      |
| Dag van de Grondwet                                         | Konstitusiya günü                                 | 12 november                                                                | De aanneming van de grondwet van de Republiek Azerbeidzjan in 1995                            |
| Nationale Opstandingsdag                                    | Milli Dirçəliş günü                               | 17 november                                                                | Studentenprotesten tegen het Sovjetleiderschap in Moskou in 1988                              |
| Dag van solidariteit van Azerbeidzjanen over de hele wereld | Dünya azərbaycanlıların həmrəyliyi günü           | 31 december                                                                | Doorbreken van de Iraanse grens met de Azerbeidzjanen in 1988                                 |
| Offerfeest                                                  | Qurban bayramı                                    | Tiende dag van de twaalfde maand van de islamitische jaartelling (2 dagen) |                                                                                               |
| Suikerfeest                                                 | Ramazan bayramı                                   | Eerste dag van de tiende maand van de islamitische jaartelling (2 dagen)   |                                                                                               |

Albanië ·
Andorra ·
Armenië ·
Azerbeidzjan ·
België ·
Bosnië en Herzegovina ·
Bulgarije ·
Cyprus ·
Denemarken ·
Duitsland ·
Estland  ·
Finland ·
Frankrijk ·
Georgië ·
Griekenland ·
Hongarije ·
Ierland ·
IJsland ·
Italië ·
Kazachstan ·
Kosovo ·
Kroatië ·
Letland ·
Liechtenstein ·
Litouwen ·
Luxemburg ·
Malta ·
Moldavië ·
Monaco ·
Montenegro ·
Nederland ·
Noord-Macedonië ·
Noorwegen ·
Oekraïne ·
Oostenrijk ·
Polen ·
Portugal ·
Roemenië ·
Rusland ·
San Marino ·
Servië ·
Slovenië ·
Slowakije ·
Spanje ·
Tsjechië ·
Turkije ·
Vaticaanstad ·
Verenigd Koninkrijk ·
Wit-Rusland ·
Zweden ·
Zwitserland